# Happy Days
Happy Days (br: Dias Felizes) é uma sitcom de televisão estadunidense que foi ao ar pela primeira vez de 15 de janeiro de 1974 a 24 de setembro de 1984 na ABC, com um total de 255 episódios de meia hora abrangendo onze temporadas e sendo distribuída pela Paramount Domestic Television durante a exibição original e pela CBS Television Distribution na atualidade. Criado por Garry Marshall, se apresentou como uma das séries de maior sucesso da década de 1970, uma visão idealizada da vida em meados dos anos 1950 a meados dos anos 1960 do Meio-Oeste dos Estados Unidos, e estrelou Ron Howard como adolescente Richie Cunningham, Henry Winkler como seu amigo Arthur "Fonzie"/"The Fonz" Fonzarelli e Tom Bosley e Marion Ross como os pais de Richie, Howard e Marion Cunningham. Happy Days se tornou um dos maiores sucessos da história da televisão e influenciou fortemente o estilo televisivo de sua época.
A série começou como um piloto não vendido, estrelado por Howard, Ross e Anson Williams, que foi ao ar em 1972, intitulado "Love and the Television Set" (mais tarde intitulado "Love and the Happy Days") no programa antológico da ABC Love, American Style. Baseado no piloto, o diretor George Lucas colocou Howard como protagonista em seu filme de 1973, American Graffiti, fazendo com que a ABC assumisse um interesse renovado pelo piloto. As duas primeiras temporadas de Happy Days se concentraram nas experiências e dilemas do "adolescente inocente" Richie Cunningham, sua família e seus amigos do ensino médio, tentando "retratar honestamente um olhar melancólico na adolescência". Inicialmente um sucesso moderado, as pontuações da série começaram a cair durante a segunda temporada, fazendo com que Marshall e a equipe de produção passassem a enfatizar a comédia e destacando o personagem menor de Fonzie, um motociclista "cool" e o abandono do ensino médio. Após essas mudanças, Happy Days tornou-se o programa número um na televisão em 1976-1977, Fonzie tornou-se um dos personagens mais comercializados da década de 1970, e Henry Winkler se tornou uma grande estrela. A série também gerou vários spin-offs, incluindo os hits Laverne & Shirley e Mork & Mindy.
Paramount Home Entertainment e CBS DVD lançaram as primeiras seis temporadas de Happy Days em DVD na Região 1, a partir de 2 de dezembro de 2014.

## Enredo
A série apresentava uma visão idealizada da vida em meados dos anos 50 a meados dos anos 60 na América. A família é composta por Howard Cunningham, dono de uma loja de ferragens, sua esposa, a dona de casa Marion e os dois filhos do casal, Richie, um adolescente que mostra-se ingênuo e pouco otimista, e a doce mas resolvida Joanie, sua irmã mais jovem.

### Influência na cultura
Inicialmente, o casal possuía três filhos - Chuck, Richie e Joanie - mas o personagem Chuck foi retirado da série a partir da terceira temporada. Nunca uma série de televisão dispensou um tratamento como este a um personagem, tendo esse fenômeno gerado uma expressão idiomática própria usada até os dias de hoje na televisão americana: a "Síndrome de Chuck Cunningham" (Chuck Cunningham Syndrome), consistente no súbito e inexplicável sumiço de um personagem.
Da mesma forma, criaram-se outras expressões: o personagem Fonzie, interpretado pelo ator Henry Winkler, era um adolescente arruaceiro e malandro, que andava em gangues e simbolizava uma espécie de "James Dean" na série. Porém, o personagem, inicialmente coadjuvante, fez um enorme sucesso entre o público, aos poucos "invadindo" o espaço de outros personagens (incluindo o do próprio protagonista Richie) e tornando-se, em vias práticas, o protagonista da série (e oficialmente após a saída de Ron Howard, que interpretava Richie). As histórias principais da série giravam todas em torno de Fonzie e Richie e os demais personagens ficaram em segundo plano. A isso deu-se o nome de "efeito Fonzie", que ocorre quando um personagem secundário se torna tão popular a ponto de ofuscar até mesmo o protagonista da série.
Outro termo muito popular originado da série e utilizado até hoje é o chamado "Pulo do Tubarão" (Jumping the shark): na estréia da quinta temporada da série, a cena inicial mostrava Fonzie praticando esqui aquático e pulando por cima de um tubarão, numa cena completamente sem propósito com relação ao tema central. A partir desta temporada, críticos e fãs notaram que este "pulo do tubarão" foi um ponto marcante, a partir do qual a série só decairia em todos os aspectos. Portanto, quando se diz que uma produção televisiva ou cinematográfica "pulou o tubarão", significa que ela já alcançou o ápice da criatividade e da inovação, e a partir dele somente entrará em declínio. Em outro sentido correlato, refere-se apenas à mudança brusca, não que necessariamente represente a decadência da série.

## Personagens

### Principais
- Richie Cunningham – O protagonista nos primeiros sete anos da série (1974–80). Quando Ron Howard saiu do programa devido à sua crescente carreira como diretor, Richie foi escrito fora da série ao se alistar no Exército dos Estados Unidos. Ele se casa com sua namorada, Lori Beth, na oitava temporada por telefone, enquanto Fonzie o representa no casamento.[7] Howard retornou para participações especiais como Richie durante a última temporada do programa. Ele voltou com Lori Beth e seu filho, Richie Jr., e Ralph no episódio em duas partes da temporada 11, "Welcome Home", e depois partiu para a Califórnia com Lori Beth e Richie Sr. para seguir uma carreira como roteirista. Ele também retornou em "Passages", quando ele e sua família compareceram ao casamento de Joanie e Chachi.[8]
- Marion Kelp-Cunningham – Esposa de Howard Cunningham, mãe de Richie e Joanie, e dona de casa tradicional. Ela é a única personagem que pode chamar Fonzie pelo seu verdadeiro primeiro nome, Arthur, o que ela faz carinhosamente.[9] Às vezes, ela se cansa de ficar em casa, como no episódio "Marion Rebels", onde discute com Howard e consegue um emprego como garçonete no Arnold's por um curto período.[10] No episódio "Empty Nest", quando Joanie foi para Chicago para seguir sua carreira musical, Marion teve a "síndrome do ninho vazio" e ficou emocionada quando a sobrinha deles, K.C., se mudou para morar com eles.[11] Marion foi uma das únicas quatro personagens a permanecer na série durante toda a sua exibição.
- Howard Cunningham – Marido de Marion Cunningham, pai de Richie e Joanie, dono de uma loja de ferragens chamada "Cunningham's Hardware", é membro de uma loja maçônica e um homem de família. Frequentemente visto lendo o jornal diário em sua poltrona confortável.[1] Gosta de dirigir seu adorado DeSoto Suburban de 1948. No episódio "Letting Go", ele não queria que Joanie fosse para Chicago, ainda a vendo como sua "menininha". Mas após conversar com Fonzie e perceber o quanto ela cresceu, ele a apoia em sua decisão de ir.[12] No episódio "Passages", Howard diz que está orgulhoso de Richie e Joanie no casamento de Joanie e Chachi. Howard é um dos dois personagens (o outro é Fonzie) que aparecem em todos os episódios da série.
- Joanie Cunningham – Irmã mais nova de Richie. Nas primeiras temporadas, ela costuma bisbilhotar as atividades de Richie e ocasionalmente é mandada para o quarto por seus pais. Fonzie a chama carinhosamente de "Shortcake" (Bolinha). Mais tarde, Joanie se junta brevemente a uma gangue de motoqueiros após sair em um encontro com um rapaz que ela considerava "sem graça". No episódio "Smokin' Ain't Cool", Joanie começa a fumar para fazer parte de um clube legal, até que Fonzie a coloca no caminho certo. Por anos, o primo de Fonzie, Chachi, a cortejou até que ela eventualmente concordou em sair com ele. Ela e Chachi eventualmente formam uma banda juntos; e no episódio "Letting Go", eles saem para Chicago para seguir suas carreiras musicais (o que deu origem à série de curta duração Joanie Loves Chachi). No entanto, Joanie eventualmente deixa a banda para retornar ao lar e seguir uma carreira como professora.[13] Ela e Chachi depois terminam o namoro por um tempo, até que Chachi a pede em casamento e se casam no episódio final da série.
- Arthur Fonzarelli, também conhecido como Fonzie ou Fonzy - Inicialmente um personagem secundário ou recorrente, listado nos créditos finais, durante a primeira temporada, ele se tornou um popular personagem marcante e foi promovido para destaque a partir da segunda temporada. O apelido "Fonzie" de Fonzarelli e sua frase de resposta "Sentem-se nisso" foram criados pelo produtor do programa, Bob Brunner.[14][15][16] Conhecido por ser especialmente descolado e por suas frases marcantes "(H)eyyyy!" e "Whoa!". Sua "coolness" (descontração) lhe concedeu poderes especiais, como fazer com que máquinas (como o jukebox do Arnold's e outras máquinas de venda, luzes elétricas e motores de carros) funcionassem batendo neles com o punho ou chamar a atenção das garotas estalando os dedos. Seus pais o abandonaram quando ele era criança e sua avó o criou a partir dos quatro anos de idade.
- Warren "Potsie" Weber - O melhor amigo de Richie e um cantor talentoso em ascensão. Ele é um pouco mais despreocupado e experiente que Richie nas primeiras temporadas; depois, nas temporadas seguintes, ele se torna mais frequentemente parceiro de Ralph nas tramas, e os dois se tornam inseparáveis. Nas últimas temporadas, seu personagem evolui para enfatizar cada vez mais seu lado ingênuo, e Ralph costumava dizer a ele "Você é um verdadeiro Potsie". Potsie frequentemente mencionava de forma bem-humorada o suposto ódio que seu pai (que nunca apareceu no programa) tinha por ele. Potsie continuou na série depois que Richie e Ralph se alistaram no exército; no entanto, ele aparecia com menos frequência. Embora o desenvolvimento de seu personagem tenha sido limitado nesses episódios posteriores (e ele, junto com Ralph, foi um dos poucos personagens ausentes no episódio final), é mencionado que ele ainda joga boliche regularmente com os Cunninghams e continua a trabalhar como gerente assistente da Cunningham Hardware e como líder de novatos da Leopard Lodge. Seu apelido é explicado no sexto episódio, "The Deadly Dares", originado na infância, quando, através de sua mãe, ele gostava de fazer potes de cerâmica.
- Ralph Malph – Na primeira temporada, Ralph foi inicialmente concebido como um personagem secundário, creditado nos créditos finais, juntamente com Winkler e Moran, mas a partir da segunda temporada, Ralph passou a ser creditado com destaque juntamente com eles. Richie, Potsie e Ralph frequentemente se entrelaçavam como protagonistas dos episódios. Ralph e Potsie se tornam colegas de quarto na quinta temporada. Ralph ocasionalmente era visto usando sua jaqueta vermelha do clube GEMS, especialmente nas primeiras temporadas, mas nunca foi mencionado nada sobre o clube ou a jaqueta. Conhecido por dizer "Eu ainda tenho!" depois de contar uma de suas piadas. Ralph deixou a série com Richie após a temporada de 1979-80 para se alistar no exército. Mais tarde, ele se torna sargento de Richie e os dois têm um desentendimento, seguindo caminhos diferentes. Ralph retorna como convidado na última temporada, embora esteja ausente no episódio final (assim como Potsie) – é mencionado que ele partiu para continuar a faculdade e se tornar um optometrista, assim como seu pai.
- Mitsumo "Arnold" Takahashi (Noriyuki "Pat" Morita) (temporadas 3, 10-11: 26 episódios) é o proprietário do Arnold's Drive-In na terceira temporada (1975-76). Ele recebeu o apelido quando comprou o restaurante Arnold's e as pessoas pensavam que tinha sido nomeado em sua homenagem, explicando que era muito caro comprar placas o suficiente para renomeá-lo como "Takahashi". Ele trabalhava como instrutor de artes marciais, ensinando aulas de autodefesa no drive-in após o expediente. Morita também interpretou "Arnold" como convidado em 1977 e 1979 antes de retornar como personagem recorrente após a saída de Al Molinaro em 1982.
- Chachi Arcola (Scott Baio) – Primo mais novo de Fonzie e, posteriormente, enteado de Al Delvecchio. Fonzie age como seu irmão mais velho/pai. Ele tem muito da elegância e carisma de Fonzie, sendo sua frase característica "wah wah wah". Chachi se torna "um dos rapazes", juntando-se a Richie, Potsie, Ralph e Fonzie em suas brincadeiras e sendo colega de banda/baterista deles. Depois que Richie e Ralph saem do programa (final da 7ª temporada), Chachi e Fonzie frequentemente se metem em problemas ou conflitos de enredo juntos. Chachi tem uma queda por Joanie Cunningham desde o momento em que a conhece na 5ª temporada, mas ela inicialmente o vê como uma criança, chamando-o de forma pejorativa de "miúdo" ou "chorão". No entanto, quando entram no ensino médio, ela também começa a achá-lo atraente e eles começam a namorar. Na 11ª temporada, eles terminam, mas ao longo da temporada, reatam o namoro. O episódio final da série mostra o casamento de Chachi e Joanie.
- Al Delvecchio – Das temporadas quatro a nove (1976-82), Al se torna o novo proprietário e cozinheiro do restaurante drive-in após Arnold se casar na temporada anterior. Al mais tarde se casa com a mãe de Chachi, Louisa, tornando-se assim o padrasto de Chachi e tio de Fonzie. Molinaro saiu de Happy Days em 1982 para levar seu personagem "Al" para Joanie Loves Chachi, e ele retornou como Al em três episódios posteriores de Happy Days. Conhecido por suspirar "Sim, sim, sim, sim, sim" quando estava desapontado ou quando as coisas não aconteciam como queria.
- Jenny Piccolo (Cathy Silvers) – A melhor amiga de Joanie, obcecada por garotos (1980-1983), frequentemente mencionada mas nunca vista nos primeiros episódios. Ela fez sua primeira aparição na tela na oitava temporada e permaneceu como personagem recorrente até a nona temporada, tornando-se regular na décima temporada em 1983. Ela retornou como convidada no episódio final de 1984.[17] O pai de Jenny, interpretado pelo verdadeiro pai de Cathy Silvers, Phil Silvers, apareceu em um episódio.
- Roger Phillips (Ted McGinley) – Sobrinho de Marion; treinador e professor em Jefferson High, até "Vocational Education" onde ele se torna diretor em Patton High.[18] Introduzido em 1980 após a saída de Richie da série, como personagem recorrente.
- Lori Beth Allen-Cunningham (Lynda Goodfriend) – Namorada de Richie e depois sua esposa (1977-1982). Ela se casou com Richie por telefone na oitava temporada. Fonzie ajudou Lori Beth a dar à luz seu bebê em "Little Baby Cunningham". Ela retornou como convidada na última temporada, onde é revelado que está grávida de seu segundo bebê.
- Ashley Pfister (Linda Purl) – Mãe divorciada que se torna a namorada estável de Fonzie até eles terminarem o relacionamento fora das telas, algum tempo antes de "Where the Guys Are". (Purl também interpreta Gloria, a namorada meio período de Richie na segunda temporada.)

### Síndrome de Chuck Cunningham - Personagens Menores/Recorrentes
- Marsha Simms (Beatrice Colen) (temporadas 1–3, 5; 22 episódios) – Uma garçonete carhop nas três primeiras temporadas com lados cômicos e aparições para o desenvolvimento do enredo. Ela retornou para uma aparição de flashback (convidada) no episódio "Our Gang".
- Bobby Melner (Harris Kal) (temporadas 8–11; 19 episódios) – Amigo de Chachi e Joanie visto em episódios após Richie e Ralph saírem do programa. Ele é um aluno na aula de oficina mecânica de Fonzie, bem como na aula de saúde de Roger. Em certo momento, ele também estava no time de basquete da Jefferson High e tocou em uma banda com Joanie e Chachi.
- K.C. Cunningham (Crystal Bernard) (temporada 10; 15 episódios) – Sobrinha de Howard. Ela se mudou para a casa de Howard e Marion depois que Joanie foi para Chicago. Ela saiu de um internato para meninas no Texas porque fechou. Seus pais estão sempre viajando. Ela também se tornou amiga de Jenny e teve seu primeiro encontro com Melvin.
- Leopold "Flip" Phillips (Billy Warlock) (temporadas 9 e 10; 13 episódios) – Irmão mais novo e rebelde de Roger. Ele geralmente usa uma camisa cortada acima do umbigo.
- Tommy (Kevin Sullivan) (temporadas 8–11; 13 episódios) – Outro amigo de Chachi e Joanie em episódios após Richie e Ralph saírem do programa. Assim como Bobby, Tommy é um aluno na aula de oficina mecânica de Fonzie, bem como na aula de saúde de Roger. Em certo momento, ele também estava no time de basquete da Jefferson High e tocou em uma banda com Joanie e Chachi.
- Heather Pfister (Heather O'Rourke) (temporada 10; 12 episódios) – Filha de Ashley Pfister. Inicialmente, não se dá bem com Fonzie, mas gradualmente aprende a aceitá-lo como uma figura paterna.
- Charles "Chuck" Cunningham (Gavan O'Herlihy, Randolph Roberts) (temporadas 1 e 2; 11 episódios) – O filho mais velho de Howard e Marion Cunningham e irmão mais velho de Richie e Joanie, Chuck é um estudante universitário e jogador de basquete. Ele raramente é visto e desaparece sem explicação na terceira temporada, nunca mais sendo visto nem mencionado após o episódio "Fish and Fins" da segunda temporada. O desaparecimento do personagem deu origem ao termo "Síndrome de Chuck Cunningham", usado para descrever personagens de TV que desaparecem dos programas sem uma explicação no universo da série e não são vistos nem mencionados novamente.[19] Gavan O'Herlihy interpretou Chuck, mas ele pediu para sair da série.[20] Ele foi substituído por Randolph Roberts. Em vários episódios da última temporada, Howard e/ou Marion fazem referência a estarem "muito orgulhosos de nossos dois filhos", sem qualquer referência ao Chuck na tela.
- Eugene Belvin (Denis Mandel) (temporadas 8 e 9; 10 episódios) – Colega nerd de classe de Joanie e Chachi, e irmão gêmeo de Melvin Belvin. Está na aula de oficina mecânica de Fonzie e tem uma paixão por Jenny Piccolo. Apesar de ser um bobo geral para seus colegas na Jefferson High, ele frequentemente se junta ao círculo de amigos de Joanie e Chachi.
- "Bag" Zombroski (Neil J. Schwartz) (temporadas 1–4; 9 episódios) – Um colega da Jefferson High, baterista da banda de Richie e líder de um clube de jaqueta chamado "The Demons".
- Policial Kirk / Major da Reserva do Exército Kirk (Ed Peck) (temporadas 3–10; 9 episódios) – O antagonista e inimigo de Fonzie, que está ansioso para demonstrar seu senso exagerado de autoridade e está sempre à procura de delinquentes e "pinkos" (comunistas). Kirk assumiu como xerife interino após a morte prematura do Xerife Flanaghan.
- Wendy (Misty Rowe) (temporada 2; 8 episódios) – Uma garçonete do Arnold's na segunda temporada. Ela foi pareada com Marsha Simms em 5 episódios.
- Trudy (Tita Bell) (temporadas 1-4; 8 episódios) – Colega de classe da Jefferson High, encontro de Potsie e Fonzie em diversos episódios.
- Melvin Belvin (Scott Bernstein) (temporadas 9 e 10; 8 episódios) – Colega nerd de classe de Joanie e Chachi, e irmão gêmeo de Eugene Belvin. Assim como seu irmão, Melvin frequentemente se junta ao círculo de amigos de Joanie e Chachi. Ele teve um encontro com K.C. Cunningham.
- Leather Tuscadero (Suzi Quatro) (temporadas 5 e 6; 7 episódios) – Música; irmã mais nova de Pinky Tuscadero, e ex-delinquente juvenil; formou seu próprio grupo de garotas chamado "Leather and the Suedes". Richie, Ralph, Potsie e Chachi se tornam sua banda de apoio (sem nome). Eles apresentam "The Fonzie", uma nova música de dança no Sock Hop de Chicago, um programa de dança de TV para adolescentes.
- Jennifer Jerome (Lorrie Mahaffey) (temporadas 5 e 6; 6 episódios) – Namorada estável de Potsie. Mahaffey era a então esposa de Anson Williams.
- Laverne De Fazio (Penny Marshall) e Shirley Feeney (Cindy Williams) (temporadas 3, 6 e 7; 5 episódios) – Interesse amoroso de Fonzie, Laverne, e sua amiga, Shirley, apareceram proeminentemente em três episódios durante a terceira temporada ("A Date with Fonzie", "Football Frolics" e "Fonzie the Superstar"), o que levou as duas a estrelar a série derivada Laverne & Shirley; elas também fazem participações especiais no episódio "Fonzie's Funeral (Part 2)" da sexta temporada e no episódio "Shotgun Wedding" (Parte 1) da sétima temporada (a segunda parte de "Shotgun Wedding" foi concluída em um episódio de Laverne and Shirley, em um crossover ficcional).
- Louisa Arcola-Delvecchio (Ellen Travolta) (temporadas 8–11; 5 episódios) – Mãe de Chachi Arcola; tia de Fonzie. Ela se casou com Al Delvecchio e eles se mudaram para Chicago.
- Gloria (Linda Purl) (temporada 2; 5 episódios) – Namorada ocasional de Richie na segunda temporada.
- Dr. Mickey Malph (Alan Oppenheimer, Jack Dodson) (temporadas 3 e 4, 7; 4 episódios) – Pai de Ralph, um oftalmologista e, como seu filho, um comediante autodidata. Separou-se brevemente de sua esposa Minnie, mas aparentemente resolveu suas questões com ela após uma conversa com Ralph. Foi o Dr. Malph quem convenceu Fonzie a usar óculos depois que ele começou a ter problemas de visão.
- Raymond "Spike" Fonzarelli (Danny Butch) (temporadas 2–4; 4 episódios) – Primo de Fonzie (frequentemente referido como seu sobrinho, mas Fonzie explica que ele não poderia ser seu sobrinho, já que Fonzie era filho único) e seu imitador. Ele saiu com Joanie em "Not with My Sister, You Don't" e fez apenas aparições fugazes antes da introdução de Chachi. A parentela entre Spike e Chachi nunca foi explicada.
- Grandma Nussbaum (Frances Bay) (temporadas 3, 9, 10 e 11: 4 episódios) – Avó de Chachi Arcola e Fonzie. Grandma Nussbaum foi interpretada por Lillian Bronson no episódio da terceira temporada, "Fonzie Moves In". Ela se casou várias vezes e agora gosta de jogar mahjong e canasta.
- Carol "Pinky" Tuscadero (Roz Kelly) (temporada 4; 3 episódios) – Ex-namorada de Fonzie e piloto de demolição de um circuito itinerante.
- Clarence (Gary Friedkin) (temporada 10; 3 episódios) – Um cozinheiro no Arnold's que é mencionado várias vezes ao longo do programa, mas nunca é realmente visto até o episódio "A Woman Not Under the Influence". Lá, é revelado que Clarence é uma pessoa pequena. Clarence parece ter um bom relacionamento com Al, mas também o aborrece frequentemente enquanto brinca na cozinha.
- Bill "Sticks" Downey (John-Anthony Bailey) (temporada 3; 2 episódios) – Amigo de Fonzie, Richie, Potsie e Ralph e baterista de sua banda, daí seu apelido "Sticks", embora ele tenha dito que recebeu o apelido porque era magro.

### Participações Notáveis de Estrelas Convidadas
- Hank Aaron, o rei dos home runs do Atlanta Braves, apareceu na 7ª temporada, episódio 19.
- Adam Arkin em um de seus primeiros papéis na TV, como Bo, um namorado descontente que ameaça Richie em uma dança no alojamento (2ª temporada, "Fonzie Joins the Band").
- Frankie Avalon apareceu como ele mesmo (na 9ª temporada), cantando sua música característica "Venus" para uma Jenny Piccolo encantada no musical anual "Poo Bah Doodah" do Leopard Lodge.
- Ed Begley Jr. como um líder nos "Demons" (clube de jaqueta) (1ª temporada, episódio 6 "The Deadly Dares").
- Dra. Joyce Brothers (5ª temporada, episódio 19) aparece como ela mesma, tentando ajudar o cachorro de Fonzie, Spunky, a superar uma depressão.
- Julie Brown fez sua estreia na televisão no episódio da sétima temporada "Ahhh Wilderness" como uma das três garotas que vão acampar com Richie, Fonzie e outros.
- Leslie Browne como Colleen, uma talentosa bailarina que conquista o coração de Fonzi (6ª temporada), mas deve seguir seus sonhos em Nova York.
- Didi Conn como uma estudante da Jefferson High que convence Richie de que ele pegou mononucleose da namorada de Fonzi (2ª temporada).
- Jeff Conaway como Rocko, um greaser que usa jaqueta de couro e intimida Richie no Arnold's enquanto joga pinball (3ª temporada, ep 6).
- Morgan Fairchild (5ª temporada, episódio 10) como uma socialite esnobe e rica que tenta humilhar Fonzie.
- Herbie Faye apareceu como 'Pop' no episódio de 1974 da 1ª temporada "Knock Around the Block".
- Lorne Greene fez uma breve aparição durante a estreia da quinta temporada, que aconteceu em Hollywood.
- Tom Hanks como um aluno da terceira série cinturão negro em karatê e colega de classe descontente que busca vingança contra Fonzie por tê-lo empurrado do balanço; justo quando Fonzie está prestes a receber um prêmio de líder comunitário.
- John Hart (da série de TV The Lone Ranger) apareceu na nona temporada, episódio 17, onde Fonzie conhece seu ídolo de infância (último trabalho de atuação de Hart).
- Clint Howard como Moose, um ladrão que rouba o caixa do Arnold's após o expediente, com a ajuda de Spike, em "Bringing Up Spike" (3ª temporada).
- Diana Hyland como Adriana Prescott, uma vivaz bon vivant/swinger casada que Fonzi namora até descobrir seu estado civil e acordo de casamento aberto.
- Christopher Knight como Binky, o encontro de Joanie no episódio da quinta temporada "Be My Valentine".
- Cheryl Ladd apareceu em "Wish Upon a Star" (2ª temporada), interpretando o papel de Cindy Shea, uma estrela de Hollywood 'pura' com quem Richie ganha um encontro de Homecoming.
- Anne Lockhart como uma estudante universitária nas férias da primavera em uma cabana alugada no Lago Whitefish, "3 On A Porch" (3ª temporada).
- June Lockhart como Juíza McBride, que preside o caso de pequenas causas de H. Cunningham vs. A. Fonzarelli, em "Two Angry Men" (3ª temporada).
- Dave Madden (de The Partridge Family) como o apresentador comprometido do programa de perguntas e respostas, Jack Whippet, que dá a Richie relutante a resposta para um prêmio de US$ 5.000 em dinheiro de um jackpot de trivia de beisebol, (2ª temporada) "Big Money".
- Michael McKean e David L. Lander, de Laverne & Shirley, interpretaram seus personagens "Lenny" e "Squiggy" no episódio da sexta temporada "Fonzie's Funeral (Part 2)".
- Eddie Mekka, também de Laverne & Shirley, interpretou seu personagem "Carmine" no episódio "Joanie's Weird Boyfriend" da quarta temporada e no episódio "Fonzie's Funeral (Part 2)" da sexta temporada.
- Maureen McCormick (Marcia Brady de The Brady Bunch) como "Hildie", a namorada de Eastchester do piloto de corridas de arrancada Dragon, Doolie, com quem Richie deve correr no Desoto de seu pai, (2ª temporada, episódio 16).
- James Millhollin, um ator de personagens, fez sua última aparição na televisão de sua carreira como o Sr. Rudi no episódio de 1979 "Potsie Quits School".
- James Randi ("The Amazing Randi") apareceu como ele mesmo no episódio "The Magic Show" (6ª temporada).[21]
- Tony Randall fez uma participação não creditada como um homem que é um 'lobisomem', (na tela) em um filme que Richie, Joanie e seus acompanhantes estão assistindo, (2ª temporada, episódio 8) "Not With My Sister, You Don't".
- Buffalo Bob Smith (e Bob Brunner como Clarabell the Clown) apareceram no episódio "The Howdy Doody Show" (2ª temporada); os personagens vêm à cidade procurando sósias de Howdy Doody.
- Craig Stevens, a estrela do programa de detetive Peter Gunn, interpretou o pai de Ashley Pfister em "Hello Pfisters" (10ª temporada).
- Danny Thomas apareceu no episódio "Grandpa's Visit" (5ª temporada) como Sean Cunningham, pai de Howard.
- Charlene Tilton apareceu no episódio "They Shoot Fonzies, Don't They?" (4ª temporada) como Jill Higgins, que desafia Fonzie e Joanie em uma maratona de dança até que Fonzie possa ter que fazer um corte de cabelo estilo militar.
- Dick Van Patten como Phil Hunsberger, um oficial de empréstimos do banco, em "Fonzie the Salesman" (3ª temporada) e vice-diretor Connors embitterado ("The Graduation" 4ª temporada).
- Robin Williams apareceu em dois episódios como Mork from Ork; no episódio "My Favorite Orkan" da quinta temporada, Mork quer levar Richie de volta a Ork para estudar os terráqueos, o que levou ao spin-off Mork & Mindy; o episódio "Mork Returns" da sexta temporada foi ao ar durante o auge da popularidade de Mork and Mindy.
- Lyle Waggoner apareceu no episódio "Dreams Can Come True" (8ª temporada) como Bobby Burns, apresentador do jogo do mesmo nome, no qual Marion aparece como concorrente, e novamente no episódio "Like Mother, Like Daughter" (11ª temporada) como Frederick Hamilton, ex-namorado da faculdade de Marion.